# 呼出 (相撲)

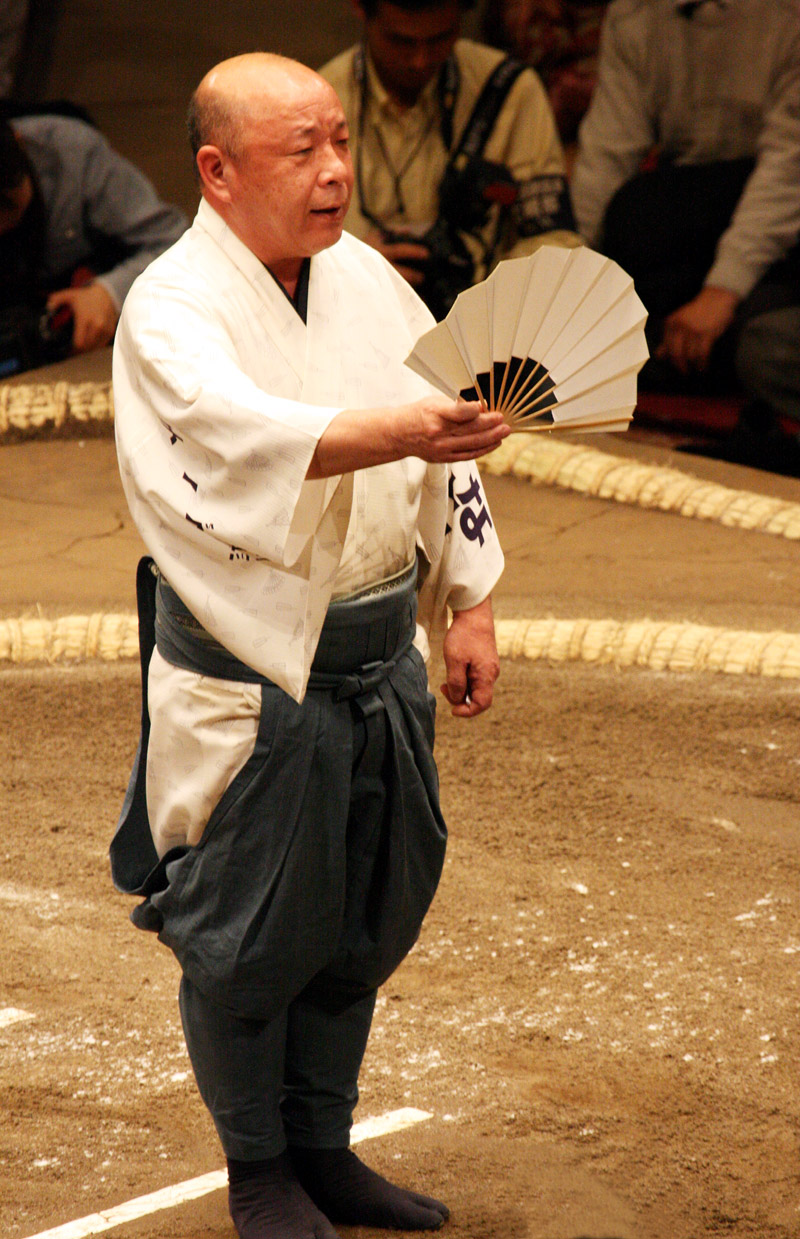
手持折扇站立於土俵的呼出（攝於2008年5月）

呼出（日语：／ Yobidashi */?），是日本相撲比賽中的雜役，在比賽開始前拿著一把傳統的折扇，在土俵唱出相撲力士的四股名，在比賽結束後唱出勝利者的名稱。他們穿的衣服是鬆散的日本工人的老式裝備，緊身褲和長的足袋。

## 職責
呼出實際上是日本相撲協會的雜役，有各種各樣的任務。在比賽日負責對戰力士的唱名，清掃土俵(也包括建設土俵)，提供淨化用鹽、遞上力士抹身用毛巾、顯示橫幅、顯示比賽結果已經由默認決定（力士不戰勝或不戰負）、宣布抽籤結果、顥示贊助商的橫幅，和遞出給勝利幕內力士懸賞金的信封。

## 生涯和等級
和行司一樣，呼出也有不同等級，不同級數力士的比賽有不同級數的呼出，由序之口至立呼出分9等級。大多數這些呼出也知道自己的等級，晉升主要基於經驗，雖然也考慮到了能力，特別是在晉升到最高級別。
呼出和力士、行司以自己的單名作土俵名，不同於力士和行司，既有姓氏和名字。這可能與日本江戶時代的做法有關，只有武士階級的人才能持有姓氏，力士和行司被視為武士。